# High Energy Transient Explorer
L'High Energy Transient Explorer (HETE), a volte citato anche come Explorer 79, è un satellite della NASA non più attivo, realizzato con una partecipazione internazionale, principalmente di Francia e Giappone. Dopo un primo esemplare andato perso in un lancio fallimentare nel novembre 1996, il satellite è stato poi messo in orbita nell'ottobre del 2000, come parte del programma Explorer.
Scopo principale della missione dell'HETE è stato quello di condurre il primo studio in più lunghezze d'onda dei lampi gamma utilizzando i propri rilevatori di radiazioni UV, raggi X e raggi gamma. Capacità unica della missione HETE era quella di localizzare i lampi gamma con un'accuratezza di ~10 arcosecondi e di trasmettere i dati della posizione direttamente a un insieme di antenne situate presso diversi osservatori a terra, dando così la possibilità di effettuare rapide osservazioni nelle bande delle onde radio, dell'infrarosso e della luce visibile.
Il primo satellite, battezzato HETE-1, fu progettato e realizzato dalla AeroAstro Inc. di Herndon, mentre il secondo satellite, l'HETE-2, fu realizzato, sul medesimo progetto e con lievi modifiche agli strumenti e ai pannelli solari, dal MIT. Dopo aver raggiunto i suoi obbiettivi, che hanno portato alla conferma della teoria che associa i lampi gamma al collasso di stelle giganti rotanti in un buco nero, l'HETE-2 è stato posto fuori operatività nel marzo 2008.

## Struttura e progetto
Le prime discussioni sulla progettazione di un osservatorio spaziale in grado di osservare lampi gamma su un ampio intervallo spettrale furono effettuate nel 1981 in una conferenza a Santa-Cruz, quando si evidenziò l'importanza della localizzazione precisa di questi eventi di breve durata per poterne studiare l'origine. Nel 1986, poi, il Massachusetts Institute of Technology (MIT) assieme a un gruppo di altri enti internazionali, fece una prima proposta concreta del progetto da realizzare e, nel 1989, la NASA accettò di finanziare la missione come parte del suo programma Explorer, con l'obbiettivo di localizzare accuratamente la fonte dei lampi gamma e quindi di aiutare a risolvere il mistero che circondava questo fenomeno astronomico. La costruzione del satellite fu quindi affidata alla AeroAstro mentre lo sviluppo delle telecamere ottiche e ai raggi X viene destinato al MIT, il quale era anche responsabile della missione. Altri strumenti, poi, vennero realizzati dal francese Institut de recherche en astrophysique et planétologie e dal nipponico RIKEN.
Il risultato fu un satellite del peso di 124 kg a forma di parallelepipedo e inscrivibile in un cilindro di altezza pari a 89 cm per 66 cm di diametro. L'energia era fornita al satellite da quattro pannelli solari dispiegabili che garantivano un totale di 168 W immagazzinati in una batteria nichel-cadmio. Il sistema di comunicazione principale operava in banda S con cinque doppie antenne a microstriscia, mentre un trasmettitore radio funzionante nel campo VHF trasmetteva in tempo reale il rilevamento di lampi gamma tramite un'antenna whip (frustino) attaccata ai pannelli solari, in modo che esso fosse immediatamente preso in esame dagli osservatori terrestri.

### Strumentazione scientifica
L'HETE-2 disponeva di tre strumenti per l'analisi dei raggi gamma e X. Tali strumenti avevano un identico campo visivo di 1,5 steradianti, erano in grado di comunicare tra loro al fine di coordinare le osservazioni e, nel dettaglio, erano::
- Il rivelatore di raggi gamma FREGATE, sviluppato dall'Istituto di astrofisica a planetologia francese di Tolosa e capace di rilevare fotoni di energia compresa tra 6 e 400 keV con una buona risoluzione spettrale;
- Il telescopio a raggi X WXM (acronimo di wide-field X-ray Monitor), costruito dal centro di ricerca giapponese RIKEN, che permette di localizzare la sorgente di un lampo gamma di energia compresa tra 2 e 25 keV con una precisione di 10 minuti d'arco e una buona risoluzione spettrale;
- Il telescopio a raggi X soffici SXC (acronimo di soft X-ray camera), realizzato dal centro per la ricerca spaziale del MIT, che permette la localizzazione di una sorgente di lampi gamma grazie al rilevamento di energie comprese tra 0,5 e 10 keV con una precisione di 30 secondi d'arco e una risoluzione spettrale piuttosto buona.

Instruments
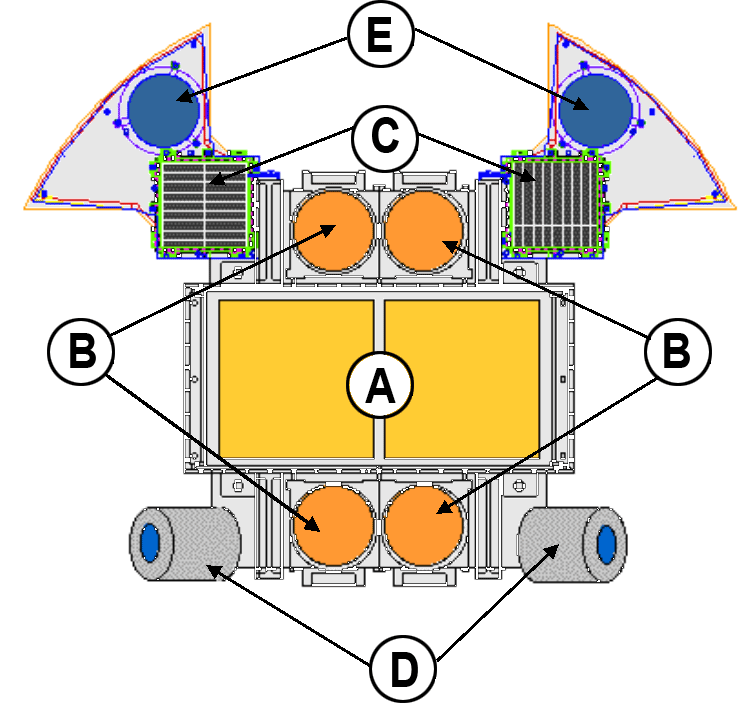
Schema del lato anteriore A: WXM (rilevatore di raggi X duri), B: FREGATE (spettrometro gamma omnidirezionale), C: SXC (rilevatore di raggi X soffici), D: Telecamere ottiche del sistema del controllo d'assetto, E: Telecamere associate al rilevatore SXC.
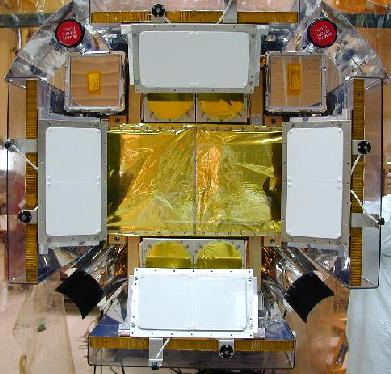
L'osservatorio spaziale HETE visto davanti.

## Obbiettivi

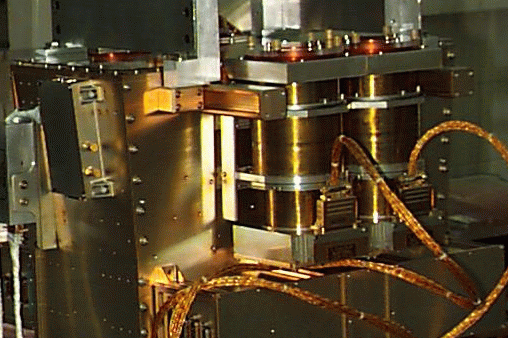
Il rilevatore FREGATE.

Gli obbiettivi prefissati per la missione HETE erano:
- Rilevare l'apparizione di lampi gamma;
- Fornire la posizione precisa della fonte dei lampi: rilevare ogni anno da 16 a 29 lampi gamma con un precisione della localizzazione maggiore di 10 arcominuti e da 2 a 5 lampi gamma con una precisione della posizione maggiore ai 10 arcosecondi. Tali posizione dovevano inoltre essere ricalcolate dall'osservatorio a terra in un intervallo di tempo compreso tra i 10 e i 100 secondi;
- Trasmettere le coordinate delle sorgenti di lampi gamma praticamente in tempo reale (meno di 10 secondi) attraverso il sistema di trasmettitori VHF in contatto con il centro di controllo al MIT;
- Eseguire la spettroscopia di lampi di raggi gamma nello spettro di frequenze 1-400 keV;
- Misurare l'intensità, gli spettri e l'evoluzione dell'attività dei ripetitori di raggi gamma soffici, come le magnetar, che potrebbero essere rilevati durante la missione;
- Misurare l'intensità, gli spettri e l'evoluzione dell'attività delle sorgenti di raggi gamma includendo altre manifestazioni della loro attività nella frequenza X, queste ultime ritenute derivanti dalle interazioni tra il buco nero e il disco di accrescimento;
- Misurare l'intensità, gli spettri e l'evoluzione dell'attività nello spettro dei raggi X degli eventi transienti associati ai buchi neri.

## Lancio e operatività

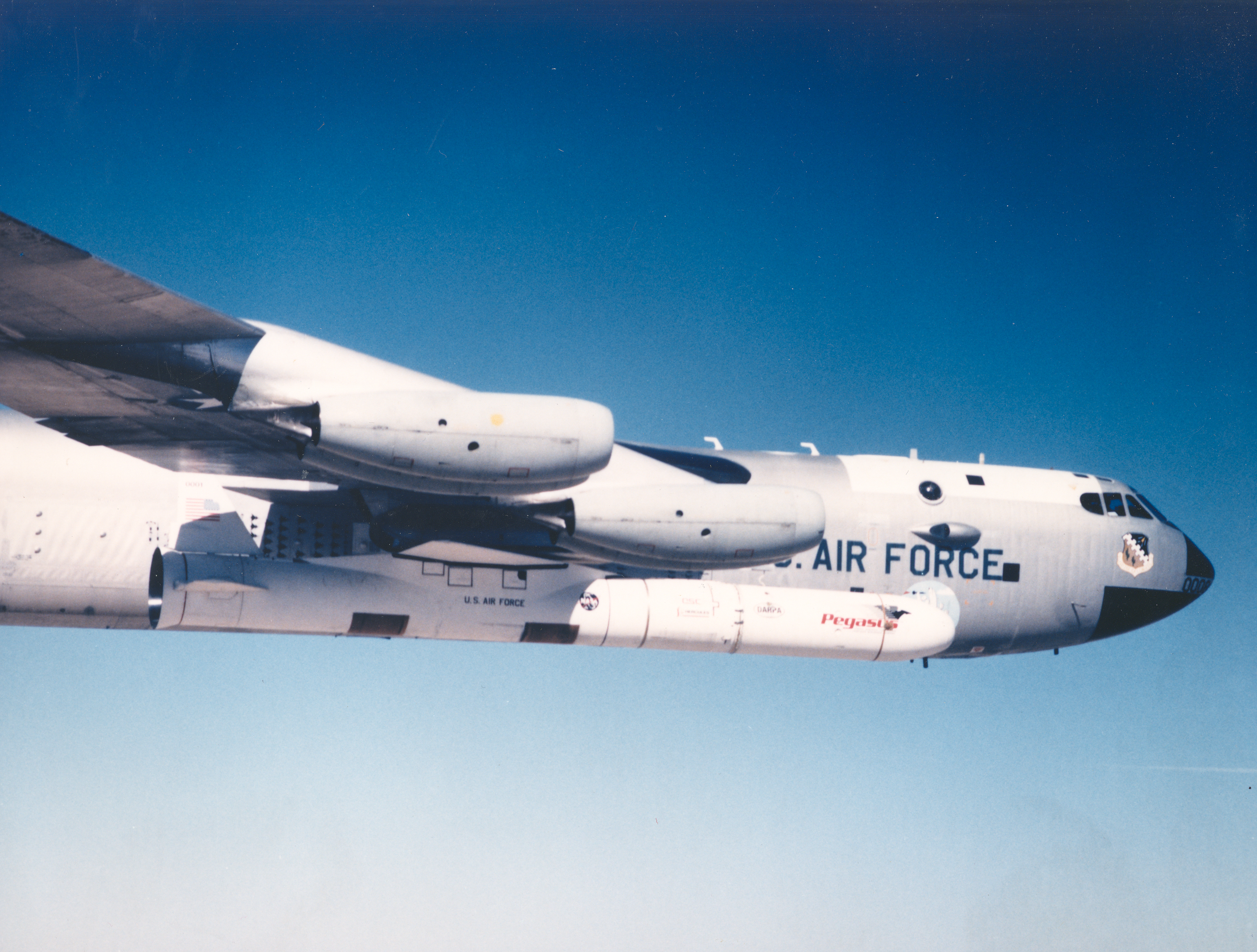
Il razzo Pegasus con a bordo il satellite HETE mentre viene portato in quota da un B-52 Strafortress.

Il primo satellite HETE, rinominato HETE-1, fu distrutto durante la fase di lancio. Il razzo vettore Pegasus, portato in quota il 4 novembre 1996 da un B-52 Stratofortress, raggiunse con successo l'orbita prefissata ma i bulloni esplosivi che avrebbero dovuto separare l'HETE-1 da un altro satellite, l'argentino SAC-B, e dalla copertura protettiva, non funzionarono, portando alla perdita di entrambi i satelliti. Si verificò in seguito che il tutto fu dovuto al fatto che una batteria del terzo stadio deputata ad alimentare tale sistema di scoppio aveva ceduto durante la fase di ascesa del Pegasus. I due satelliti rientrarono poi nell'atmosfera terrestre, distruggendosi, il 7 aprile 2002.
Un altro satellite, quasi del tutto simile al precedente e battezza HETE-2, fu dunque lanciato il 9 ottobre 2000. Questa volta il Pegasus riuscì a immettere il satellite nell'orbita geocentrica prestabilita a 625 km di altezza. Qui il satellite era stabilizzato su una posizione fissa, con una precisione di due gradi, attraverso l'ausilio di tre bobine magnetiche e di una ruota di reazione. Le differenza maggiore tra questo satellite e il precedente risiedeva nel fatto che la fotocamera per le frequenze ultraviolette era stata rimpiazzata da una fotocamera per le frequenze X supplementare, l'SXC.
A cominciare dal 2006, il continuo degradarsi delle batterie portò a una forte riduzione dell'efficienza degli strumenti e fu possibile condurre le osservazioni solo in maniera sporadica, fino a che, nel marzo 2008, l'operatività del satellite cessò del tutto.

## Risultati scientifici
Fra i vari risultati ottenuti dalla missione di HETE-2 si possono citare:
1. La scoperta di GRB 030329, un lampo gamma lungamente osservato che collegava innegabilmente i lampi gamma con le supernove;
2. La scoperta di GRB 050709, il primo lampo gamma breve/forte di cui si registrò anche la controparte ottica, che portò a stabilire l'origine cosmologica di tale sottoclasse di lampi gamma;
3. La dimostrazione che i lampi oscuri, precedentemente ritenuti privi di controparte ottica, non erano in realtà del tutto invisibili nelle frequenze del visibile. Alcuni di questi lampi oscuri spariscono molto rapidamente nel campo del visibile, altri sono più deboli ma comunque rilevabili con grandi telescopi;
4. La determinazione di una nuova sottoclasse di lampi gamma, i meno energetici lampi X, e della loro controparte ottica;
5. La determinazione di posizioni di lampi gamma con una precisione di pochi arcominuti e il lori invio alla comunità scientifica a poche decine di secondi di distanza dal rilevamento dell'evento.